# Agostino Delfino
Agostino Giuseppe Delfino O.F.M. (Arenzano, 17 de junio de 1935-Savona, 18 de octubre de 2020) fue un obispo católico italiano de la Diócesis de Berbérati.

## Biografía
Agostino Giuseppe Delfino nació en Arenzano, Italia y fue ordenado sacerdote el 19 de septiembre de 1959. El Papa Juan Pablo II lo nombró Obispo de Berbérati el 17 de junio de 1997. Su consagración episcopal la realizó Joachim N’Dayen, Arzobispo de Bangui, el 27 de octubre del mismo año. El 17 de junio de 2010 se retiró del cargo, siendo nombrado Obispo emérito hasta su fallecimiento a los 85 años, el 18 de octubre de 2020.